# محوطه جیرچال
محوطه جیرچال مربوط به دوران‌های تاریخی پس از اسلام است و در شهرستان رودسر، بخش رحیم آباد، روستای لیما واقع شده و این اثر در تاریخ ۲۷ بهمن ۱۳۸۲ با شمارهٔ ثبت ۱۰۹۹۰ به‌عنوان یکی از آثار ملی ایران به ثبت رسیده است.